# 阿聯 (清朝)
阿聯（1873年—？），字简臣，伊尔根觉罗氏，满洲镶红旗人，清朝政治人物、進士出身。
光緒十四年戊子科举人，二十四年，登進士，同年五月，改翰林院庶吉士。光緒二十九年四月，散館，授翰林院編修；同年任國史館協修官、國史館撰文。光緒三十四年，任日講起居注官、翰林院侍講。